# Џанарика
Џанарика (позната као и ринглов и јаралика) је блиска сродница шљиве. Плодови могу бити округли, а боје могу варирати (жута, наранџаста, светло до тамно црвене, љубичаста,...), а плодови се могу брати од средина јуна.
Плодови џанарике су богати са калијумом, бета каротина, фосфором, магнезијумом и витамима В групе, као и витамином С. Некад се џанарика користила против затвора, високог крвног притиска и болести срца и јетре.